# Copa de la Reina de Balonmano 2015-16
La Copa de la Reina de Balonmano 2015-16 se disputó entre el 15 y el 17 de abril de 2016 en el Pabellón Municipal de Porriño de la localidad de Porriño, Galicia, España. 

## Sistema de competición

### Primera fase
Eliminatoria a partido único entre doce equipos, de los que pasan a la siguiente fase cada uno de los que salden con una victoria su respectivo partido.
| 21 de noviembre de 2015 12:30 (CET) | Grucal Adesal | 32:33   | Aiala Zarautz KE | Pab. Barrio de la Fuensanta, Córdoba |  |
|                                     |               | Reporte |                  |                                      |  |

| 21 de noviembre de 2015 19:00 (CET) | BM Tejina Tenerife | 21:22   | Jofemesa Oviedo | Pab. IES Antonio González, San Cristóbal de La Laguna |  |
|                                     |                    | Reporte |                 |                                                       |  |

| 21 de noviembre de 2015 18:30 (CET) | BM Castellón | 29:32   | Clínicas Rincón Málaga | Pab. Fernando Úbeda, Castellón de la Plana |  |
|                                     |              | Reporte |                        |                                            |  |

| 22 de noviembre de 2015 12:30 (CET) | Vivelafruta.com - E. Castelldefels | 19:30   | KH-7 BM. Granollers | Pab. Municipal Can Vinader, Castelldefels |  |
|                                     |                                    | Reporte |                     |                                           |  |

| 21 de noviembre de 2015 20:30 (CET) | Logroño Sporting La Rioja | 17:16   | Carobels ULE Cleba León | Pab. de Usos Múltiples de Lobete, Logroño |  |
|                                     |                           | Reporte |                         |                                           |  |

| 21 de noviembre de 2015 16:30 (CET) | B.M.C. Mavi Nuevas Tecnologías | 30:21   | H. Canyamelar Valencia | Pabellón de Deportes La Arena, Gijón |  |
|                                     |                                | Reporte |                        |                                      |  |

### Segunda fase
Eliminatoria a partido único que enfrentan a los seis equipos que pasaron de la primera fase a los primeros seis equipos clasificados de la División de Honor de balonmano femenino.
| 20 de febrero de 2016 18:00 (CET) | Logroño Sporting La Rioja | 23:19   | Elche C.F. Mustang | Pab. de Usos Múltiples de Lobete, Logroño |  |
|                                   |                           | Reporte |                    |                                           |  |

| 20 de febrero de 2016 18:00 (CET) | KH-7 Granollers | 20:29   | Helvetia Alcobendas | Palacio de Deportes de Granollers, Granollers |  |
|                                   |                 | Reporte |                     |                                               |  |

| 20 de febrero de 2016 17:30 (CET) | B.M.C. Mavi Nuevas Tecnologías | 24:28   | Prosetecnisa Zuazo | Pabellón de Deportes La Arena, Gijón |  |
|                                   |                                | Reporte |                    |                                      |  |

| 20 de febrero de 2016 17:45 (CET) | Aiala Zarautz KE | 13:23   | Balonmano Bera Bera | Pab. Municipal. de Zarautz, Zarauz |  |
|                                   |                  | Reporte |                     |                                    |  |

| 20 de febrero de 2016 20:00 (CET) | Jofemesa Oviedo | 17:19   | Mecalia Atlético Guardés | P. Mpal. Florida Arena, Oviedo |  |
|                                   |                 | Reporte |                          |                                |  |

| 20 de febrero de 2016 18:30 (CET) | Clínicas Rincón Málaga | 29:25   | Aula Valladolid | Ciudad Dep. de Carranque, Málaga |  |
|                                   |                        | Reporte |                 |                                  |  |

## Fase final

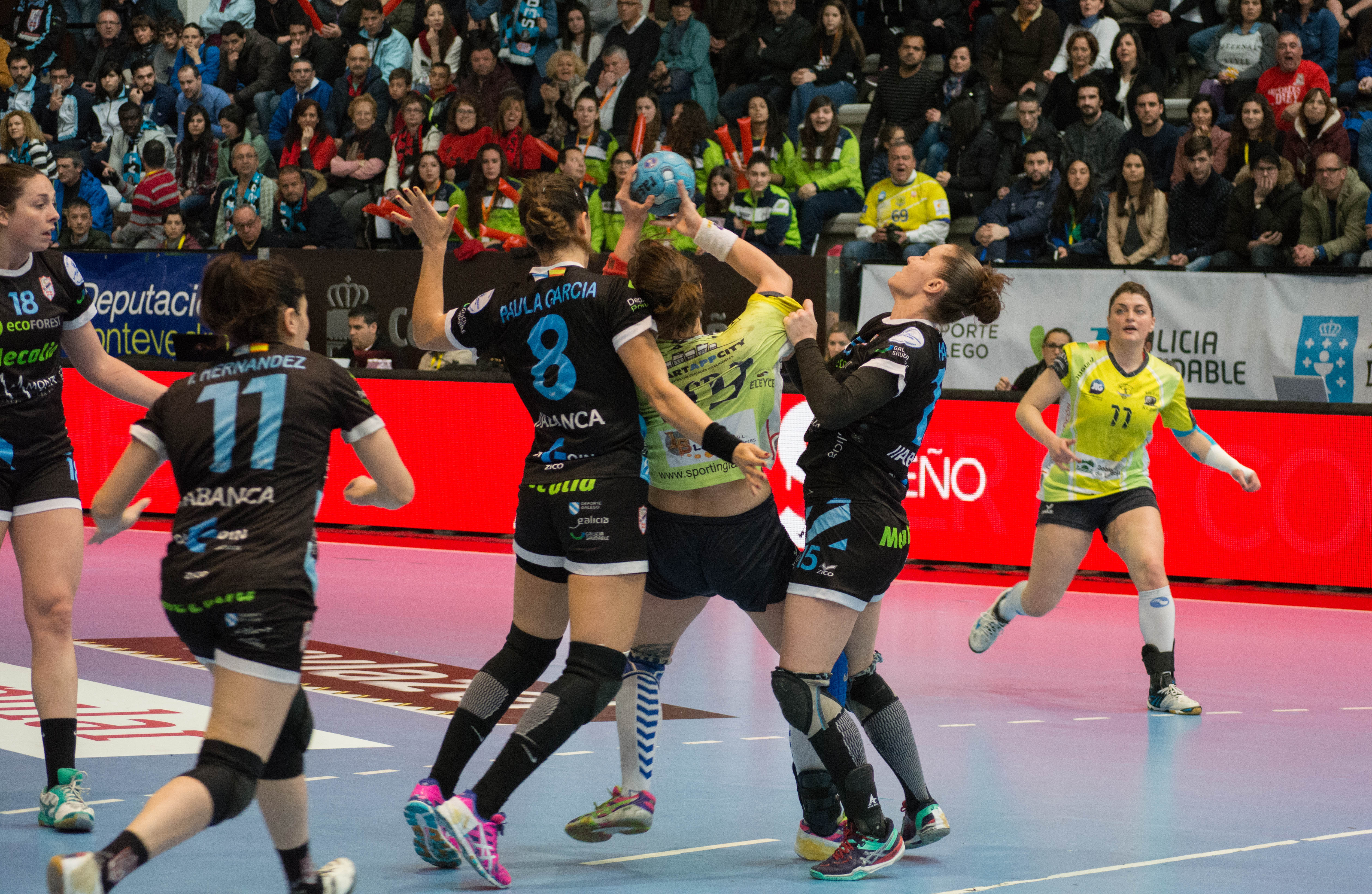
Partido correpondiete a cuartos entre el Mecalia Atl. Guardés y el Sporting La Rioja

|  | Cuartos de final          | Cuartos de final    |                      |    | Semifinal | Semifinal |  |  | Final | Final |
|  |                           |                     |                      |    |           |           |  |  |       |       |
|  | 15 de abril de 2016       |                     |                      |    |           |           |  |  |       |       |
|  |                           |                     |                      |    |           |           |  |  |       |       |
|  | Clínicas Rincón Málaga    | 23                  |                      |    |           |           |  |  |       |       |
|  | Clínicas Rincón Málaga    | 23                  | 16 de abril de 2016  |    |           |           |  |  |       |       |
|  | Prosetecnisa Zuazo        | 34                  |                      |    |           |           |  |  |       |       |
|  | Prosetecnisa Zuazo        | 34                  | Prosetecnisa Zuazo   | 22 |           |           |  |  |       |       |
|  | 15 de abril de 2016       |                     | Prosetecnisa Zuazo   | 22 |           |           |  |  |       |       |
|  |                           | BM. Porriño         | 21                   |    |           |           |  |  |       |       |
|  | Rocasa Gran Canaria ACE   | BM. Porriño         | 21                   | 24 |           |           |  |  |       |       |
|  | Rocasa Gran Canaria ACE   |                     | 17 de abril de 2016  | 24 |           |           |  |  |       |       |
|  | BM. Porriño               | 29                  |                      |    |           |           |  |  |       |       |
|  | BM. Porriño               | 29                  | Prosetecnisa Zuazo   | 17 |           |           |  |  |       |       |
|  | 15 de abril de 2016       |                     | Prosetecnisa Zuazo   | 17 |           |           |  |  |       |       |
|  |                           | Balonmano Bera Bera | 33                   |    |           |           |  |  |       |       |
|  | Logroño Sporting La Rioja | Balonmano Bera Bera | 33                   | 15 |           |           |  |  |       |       |
|  | Logroño Sporting La Rioja | 16 de abril de 2016 |                      | 15 |           |           |  |  |       |       |
|  | Mecalia Atl. Guardés      | 28                  |                      |    |           |           |  |  |       |       |
|  | Mecalia Atl. Guardés      | 28                  | Mecalia Atl. Guardés | 13 |           |           |  |  |       |       |
|  | 15 de abril de 2016       |                     | Mecalia Atl. Guardés | 13 |           |           |  |  |       |       |
|  |                           | Balonmano Bera Bera | 19                   |    |           |           |  |  |       |       |
|  | Helvetia BM Alcobendas    | Balonmano Bera Bera | 19                   | 23 |           |           |  |  |       |       |
|  | Helvetia BM Alcobendas    |                     |                      | 23 |           |           |  |  |       |       |
|  | Balonmano Bera Bera       | 27                  |                      |    |           |           |  |  |       |       |
|  | Balonmano Bera Bera       | 27                  |                      |    |           |           |  |  |       |       |

| Campeón             |
| Balonmano Bera Bera |

- Datos: Q23826241
- Multimedia: Copa de la Reina de Balonmano 2016 / Q23826241